# Песник лауреат
Песник лауреат (множина: песници лауреати) је песник кога је званично именовала влада или институција, од које се обично очекује да ствара песме за посебне догађаје и прилике.
Албертино Мусато из Падове и Франческо Петрарка (Петрарка) из Ареца били су први именовани песнички лауреати после класичног доба, из 1315. односно 1342. године.
У Британији, мандат датира од именовања Бернарда Андреа од стране Хенрија VII. Краљевска канцеларија песника лауреата у Енглеској датира од именовања Џона Драјдена 1668.
У модерним временима звање песника лауреата може доделити организација као што је Поетска фондација, која именује лауреата песника за младе, неповезано са националним лауреатом песника за младе и песником лауреатом Сједињених Држава.
Канцеларија је такође популарна међу регионалним и друштвеним групама.
Низ влада наставља традицију именовања песника лауреата.